# Сан Салваторе (Кунео)
Сан Салваторе је насеље у Италији у округу Кунео, региону Пијемонт.
Према процени из 2011. у насељу је живело 152 становника. Насеље се налази на надморској висини од 949 м.